# Ömer Özkan
Ömer Özkan (Haymana, 31 december 1971) is een Turks plastisch chirurg en transplantatiespecialist. Hij is hoofddocent aan de Akdeniz Universiteit in Antalya. In 2012 voerden Özkan en zijn team de eerste gezichtstransplantatie in Turkije uit.

## Levensloop

### Biografie
Özkan werd op 31 december 1971 in het stadje Haymana geboren, als een van de zes kinderen van lakenfabrikant Mustafa Özkan. Zijn vader komt oorspronkelijk uit het dorp Alahacılı en behoort tot de Centraal-Anatolische Koerden. Özkan volgde het basisonderwijs in Haymana en behaalde in 1988 zijn middelbareschooldiploma. In 1995 behaalde hij zijn diploma aan de Hacettepe Universiteit in Ankara.

### Carrière
Op 9 augustus 2011 transplanteerde Ömer Özkan de baarmoeder van een dode orgaandonor aan een 21-jarige patiënt, die zonder baarmoeder was geboren. Dit was de eerste baarmoedertransplantatie waarbij een overleden donor werd gebruikt. In 2013 werd de patiënte zwanger door in-vitrofertilisatie, maar de zwangerschap moest abrupt afgebroken worden vanwege het overlijden van de foetus in de achtste week van de zwangerschap.
Op 21 januari 2012 voerde Ömer Özkan voor het eerst een gezichtstransplantatie uit in Turkije. De patiënt, een 19-jarige landbouwer, liep als baby ernstige brandwonden op door een omgevallen kachel. Op 16 mei 2012 voltooiden hij en zijn team de tweede volledige gezichtstransplantatie in Turkije.

### Privé
Ömer Özkan is getrouwd met de dokter Özlenen Özkan, die bij hetzelfde instituut als hij werkt. Hij heeft twee dochters.